# 秦岭小檗
秦岭小檗（学名：Berberis circumserrata）是小檗科小檗属的植物，为中国的特有植物。分布在中国大陆的湖北、甘肃、陕西、河南、青海等地，生长于海拔1,450米至3,300米的地区，见于灌丛中、林缘、山坡和沟边，目前尚未由人工引种栽培。